# شبكة آسيا والمحيط الهادئ البيئية

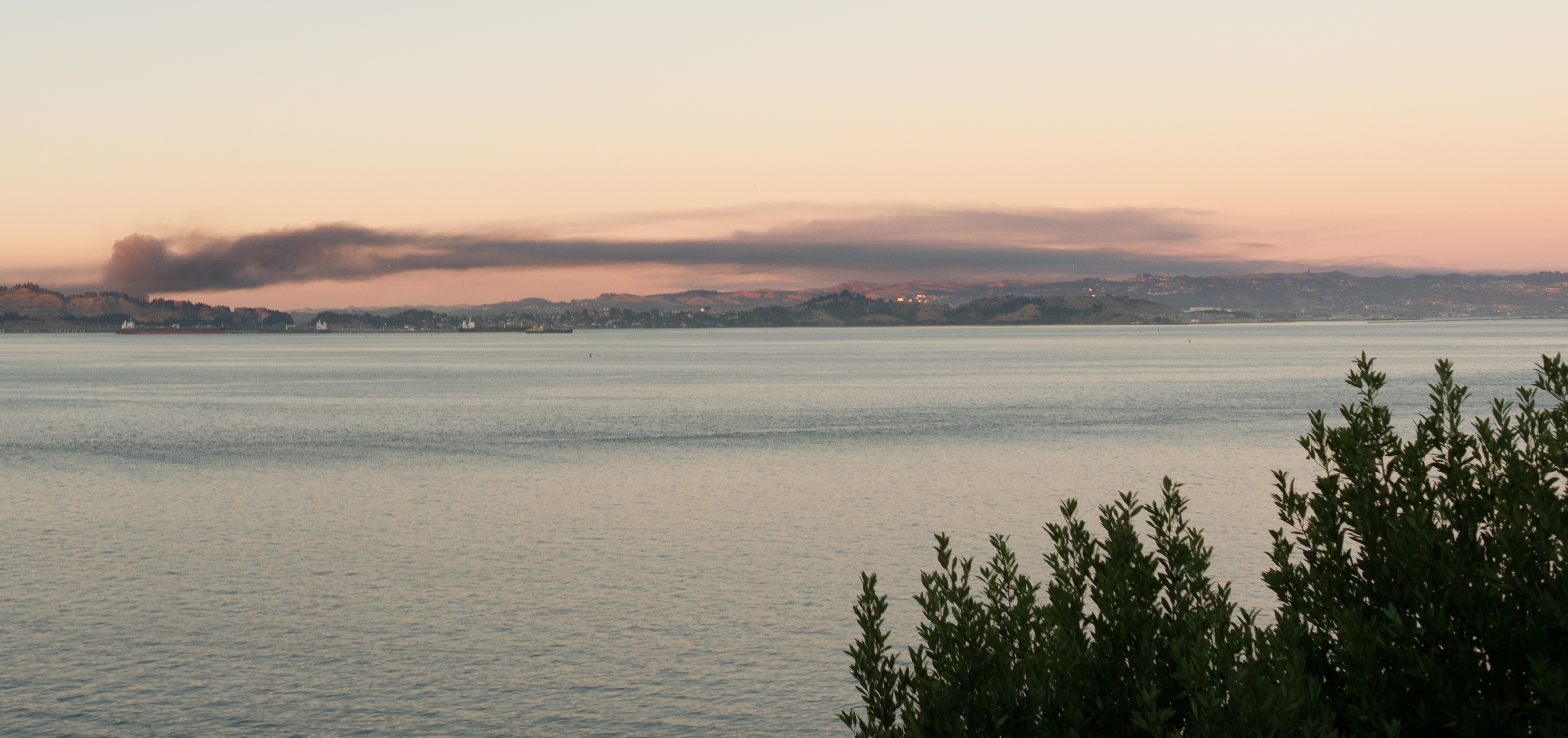
حادث مصفاة ريتشموند: حريق 2012-02

الشبكة البيئية الآسيوية والمحيط الهادئ (APEN) هي منظمة العدالة البيئية تقع على الساحل الغربي لكاليفورنيا، وتحديدًا في ريتشموند وأوكلاند وويلمنجتون كاليفورنيا. تعد APEN عضوًا فعالًا في تحالف العدالة البيئية في كاليفورنيا وشاركت في الحملات التي تدافع عن البيئات الحضرية العادلة. قامت منظمة APEN بتوسيع إطار عملها كمنظمة بيئية من خلال دمج الجوانب البيولوجية والصناعية والمدنية والعدالة الاجتماعية في جهد يعمل على تطوير المناظر الطبيعية الصديقة للبيئة للمجتمعات التي تمثلها. إنهم متورطون في القضايا البيئية المحيطة بمعارضة البنية التحتية للنفايات السامة، كما يقودون حملات لصالح مجتمعات الأمريكيين الآسيويين والمحيط الهادئ (AAPI) التي تفتقر إلى السكن المناسب وحلول المناخ في مناطق التضحية التي تتكون من مواقع تقع على أو بالقرب من مواقع النفايات الخطرة.

## الأصول
تم إنشاء شبكة البيئة الآسيوية والمحيط الهادئ في عام 1993 من قبل ممثلي مجتمع الأمريكيين الآسيويين والمحيط الهادئ الذين حضروا قمة القيادة الوطنية الأولى للعدالة البيئية للأشخاص ذوي البشرة الملونة في عام 1991. عاد مندوبون مثل بيجي سايكا، وبام تاو لي، وميا يوشيتاني من قمة عام 1991 بعد أن لاحظوا قلة تمثيل الشعب الآسيوي الأمريكي وجزر المحيط الهادئ.
كانت بام تاو لي وبيجي سايكا المحركين في تنظيم وتوفير قادة الأمريكيين الآسيويين والمحيط الهادئ الذين شاركوا في رؤية لجلب المزيد من الوعي البيئي لمجتمع الأمريكيين الآسيويين والمحيط الهادئ. قادت بام تاو لي، وبيجي سايكا، وميا يوشيتاني عمليات التوظيف لتصور شبكة البيئة الآسيوية والمحيط الهادئ والتي أدت بعد ذلك إلى تأسيسها في عام 1993 والمنظمات الشقيقة التي تعمل داخل مجتمع الأمريكيين الآسيويين والمحيط الهادئ. كما قامت شبكة البيئة الآسيوية والمحيط الهادئ بتوسيع شبكتها من خلال إنشاء مشروع التنظيم اللاوسي (LOP) كمنظمة مجتمعية رائدة بين الأجيال. بالإضافة إلى "القوة في التنظيم الآسيوي" التي تنظم الإقامة ذات الدخل المنخفض في أوكلاند. أنشأت APEN أيضًا منظمة المدافعين عن الشباب الآسيوي (AYA)، وهو برنامج للشباب يعمل على تعزيز القيادة من مجتمع الأمريكيين الآسيويين والمحيط الهادئفي كاليفورنيا. أنشأت شبكة البيئة الآسيوية والمحيط الهادئ أيضًا برنامجًا للقيادة بين الأجيال لدعم وتشجيع المزيد من الشابات على المشاركة في هذه القضايا.

## عملها
تعمل شبكة البيئة الآسيوية والمحيط الهادئ في ريتشموند التي تضم أكثر من 350 شركة كيميائية ومواقع نفايات خطرة بما في ذلك موقعين ملوثين للصندوق الفيدرالي الفائق كما أنها تعالج أيضًا الربو ومستويات تلوث الهواء. أوقفت الشبكة والمنظمات الشقيقة لها بعض مبادرات التوسع التي أطلقتها شركة Chevron وعملت على إعادة تخصيص مدفوعات Chevron من خلال اتفاقيات المنافع المجتمعية والتسويات الناجمة عن الحوادث.
شاركت شبكة البيئة الآسيوية والمحيط الهادئ في المعارضات القانونية لشركات النفط والشركات الصناعية، والدعوة إلى حماية الإخلاء بسبب السبب العادل والدعوة إلى المبادرات البيئية منذ عام 1993. لقد كانت الشبكة جزءًا من الحملات الرامية إلى منح المستأجرين مزيدًا من السيطرة من خلال العمل على تمرير قانون فرصة المستأجر للشراء. في عام 2002، أنشأت الشبكة جهدًا أطلق عليه "القوة في تنظيم الآسيويين" والذي حشد الناس للفوز بوحدات سكنية بأسعار معقولة ووقف عمليات الإخلاء الجماعي في أوكلاند. بالإضافة إلى ذلك، امتد هدف الشبكة المتمثل في ضمان العدالة البيئية إلى ائتلاف No Coal In Richmond في عام 2020. انتهت هذه المبادرة إلى حظر تخزين وتصدير الفحم والبترول في ريتشموند، كاليفورنيا. في عام 2021، قادت الشبكة فريق عمل إعادة تصور السلامة العامة في ريتشموند، والذي أعاد تخصيص 10 ملايين دولار لتوفير السكن والوصول إلى الغذاء لسكان ريتشموند وأوكلاند. كما قامت الشبكة بتوسيع المساواة اللغوية من خلال دمج نظام تحذير متعدد اللغات والذي نفذ إخطارات الاستشارات الصحية من حوادث المصافي إلى مقاطعة كونترا كوستا.
تتعاون الشبكة مع المدن في جميع أنحاء كاليفورنيا للاستثمار في البنية التحتية لـمجتمع الأمريكيين الآسيويين والمحيط الهادئ لبناء قدرة المجتمع على الصمود في مواجهة تغير المناخ. يدور جزء كبير من هذه الدعوة حول تدابير الرقابة على المستأجرين وحمايتهم في كل من الجوانب الصحية والاقتصادية. للمساعدة في التخفيف من التأثيرات البيئية على المجتمعات، تقوم الشبكة بتثبيت مصادر الطاقة المستدامة داخل المجتمعات ذات الدخل المنخفض لضمان عدم اضطرار الأفراد إلى الانتقال بسبب عدم قدرتهم على تحمل تكاليف الاحتياجات الأساسية. بالإضافة إلى ذلك، فإن هذا الشكل المستدام من الطاقة من شأنه تمكين المجتمعات من البقاء معًا ومواصلة الدعوة إلى التغيير في مجتمعات الأقليات والمنخفضة الدخل. من خلال قانون خفض التضخم، أصبحت الشبكة واحدة من 11 جهة مانحة معينة من قبل وكالة حماية البيئة يمكنها توزيع الأموال الفيدرالية على المشاريع البيئية التي يقودها السكان المحليون والتي تعالج العمل المناخي.